# Mistrzostwa Czech w Lekkoatletyce 2015
46. Mistrzostwa Czech w Lekkoatletyce – zawody lekkoatletyczne, które odbyły się 27 i 28 czerwca 2015 w Pilźnie, na stadionie klubu AK Škoda Pilzno.

## Rezultaty

### Mężczyźni
| Konkurencja:                  | Złoto                                                                 | Wynik    | Srebro                                                                        | Wynik    | Brąz                                                                   | Wynik    |
| Bieg na 100 m                 | Jan Jirka                                                             | 10,67    | Pavel Benda                                                                   | 10,80    | David Kolář                                                            | 10,86    |
| Bieg na 200 m                 | Pavel Maslák                                                          | 20,58    | Michal Desenský                                                               | 21,24    | Michal Tlustý                                                          | 21,38    |
| Bieg na 400 m                 | Jan Tesař                                                             | 46,35    | Patrik Šorm                                                                   | 46,52    | Roman Flaška                                                           | 47,17    |
| Bieg na 800 m                 | Matěj Pavlíček                                                        | 1:51,22  | Tomáš Vystrk                                                                  | 1:51,57  | Martin Sadil                                                           | 1:51,89  |
| Bieg na 1500 m                | Petr Vitner                                                           | 3:47,96  | Ondřej Chour                                                                  | 3:51,67  | Miroslav Burian                                                        | 3:51,99  |
| Bieg na 5000 m                | Petr Vitner                                                           | 14:40,36 | Lukáš Olejníček                                                               | 14:45,90 | Tomáš Edlman                                                           | 14:49,16 |
| Bieg na 10 000 m              | Lukáš Olejníček                                                       | 30:10,58 | Jan Kreisinger                                                                | 30:36,36 | Lukáš Kourek                                                           | 30:49,02 |
| Bieg uliczny na 10 km         | Jakub Zemaník                                                         | 30:50    | Vít Pavlišta                                                                  | 31:17    | Milan Janoušek                                                         | 31:36    |
| Bieg przełajowy (krótki)      | Petr Vitner                                                           | 12:32    | David Kučera                                                                  | 12:41    | Pavel Dymák                                                            | 12:57    |
| Bieg przełajowy (długi)       | Lukáš Kourek                                                          | 32:36    | Vít Pavlišta                                                                  | 33:03    | Lukáš Olejníček                                                        | 33:15    |
| Bieg górski                   | Jan Janů                                                              | 58:46    | Lukáš Kučera                                                                  | 1:00,31  | Filip Záveský                                                          | 1:00:51  |
| Półmaraton                    | Vít Pavlišta                                                          | 1:05:58  | Ondřej Fejfar                                                                 | 1:07:13  | Lukáš Olejníček                                                        | 1:07:34  |
| Maraton                       | Vít Pavlišta                                                          | 2:17:51  | Jiří Homoláč                                                                  | 2:19:37  | Petr Pechek                                                            | 2:22:42  |
| Bieg na 110 m przez płotki    | Petr Svoboda                                                          | 13,54    | Václav Sedlák                                                                 | 14,07    | Martin Mazáč                                                           | 14,18    |
| Bieg na 400 m przez płotki    | Michal Brož                                                           | 50,29    | Jiří Stehno                                                                   | 51,29    | Radek Fischer                                                          | 51,52    |
| Bieg na 3000 m z przeszkodami | Lukáš Olejníček                                                       | 8:59,85  | Filip Sasínek                                                                 | 9:04,96  | Michal Šmahel                                                          | 9:06,47  |
| Sztafeta 4 × 100 m            | Slavia Praha David Šrámek Adam Grabmüller Michael Urban Marcel Kadlec | 41,44    | VSK Univerzita Brno Daniel Navrátil Michal Suchánek Lukáš Vaverka Milan Pírek | 41,50    | Slovan Liberec David Kolář Radek Povýšil Vojtěch Svoboda Jan Trafina   | 41,51    |
| Sztafeta 4 × 400 m            | Slavia Praha Pavel Černý Martin Čapek Filip Šnejdr Petr Lichý         | 3:13,55  | VSK Univerzita Brno Martin Juránek Tomáš Vystrk Michal Suchánek Martin Tuček  | 3:14,26  | AK ŠKODA Plzeň Miroslav Altmann Daniel Maruštík Jiří Kubeš Tomáš Škoda | 3:17,48  |
| Chód na 20 km                 | Pavel Schrom                                                          | 1:30:11  | Lukáš Gdula                                                                   | 1:34:04  | Filip Veselouš                                                         | 1:35:03  |
| Chód na 50 km                 | Lukáš Gdula                                                           | 3:59:03  | Pavel Schrom                                                                  | 4:09:39  | Ondřej Motl                                                            | 4:28:11  |
| Skok wzwyż                    | Martin Heindl                                                         | 2,22     | Petr Pícha                                                                    | 2,11     | Matyáš Dalecký                                                         | 2,07     |
| Skok o tyczce                 | Jan Kudlička                                                          | 5,73     | Michal Balner                                                                 | 5,37     | Adam Pašiak                                                            | 5,06     |
| Skok w dal                    | Radek Juška                                                           | 7,67     | Jiří Sýkora                                                                   | 7,39     | Milan Pírek                                                            | 7,27     |
| Trójskok                      | Martin Vachata                                                        | 15,64 w  | Bohumil Bětuňák                                                               | 15,39 w  | David Beneš                                                            | 15,31 w  |
| Pchnięcie kulą                | Martin Novák                                                          | 19,70    | Jan Marcell                                                                   | 19,64    | Tomáš Staněk                                                           | 19,51    |
| Rzut dyskiem                  | Marek Bárta                                                           | 56,07    | Jaromír Mazgal                                                                | 55,83    | Igor Gondor                                                            | 55,64    |
| Rzut młotem                   | Lukáš Melich                                                          | 71,10    | Miroslav Pavlíček                                                             | 62,58    | Jaroslav Lauterkranc                                                   | 62,32    |
| Rzut oszczepem                | Jakub Vadlejch                                                        | 81,91    | Jaroslav Jílek                                                                | 77,45    | Petr Frydrych                                                          | 74,55    |
| Dziesięciobój                 | Tomáš Vojtek                                                          | 6595     | Jindřich Večeřa                                                               | 6467     | Radoš Rykl                                                             | 6378     |

### Kobiety
| Konkurencja:                  | Złoto                                                                              | Wynik    | Srebro                                                                        | Wynik    | Brąz                                                                                 | Wynik    |
| Bieg na 100 m                 | Barbora Procházková                                                                | 11,81    | Jana Slaninová                                                                | 12,02    | Martina Schmidová                                                                    | 12,08    |
| Bieg na 200 m                 | Nikola Bendová                                                                     | 23,76    | Barbora Procházková                                                           | 23,77    | Martina Schmidová                                                                    | 23,96    |
| Bieg na 400 m                 | Helena Jiranová                                                                    | 55,15    | Lenka Masná                                                                   | 55,16    | Klára Lepešková                                                                      | 56,32    |
| Bieg na 800 m                 | Diana Mezuliáníková                                                                | 2:07,74  | Kateřina Hálová                                                               | 2:09,32  | Alena Ulrichová                                                                      | 2:11,04  |
| Bieg na 1500 m                | Kristiina Mäki                                                                     | 4:25,48  | Tereza Čapková                                                                | 4:28,08  | Moira Stewartová                                                                     | 4:31,75  |
| Bieg na 5000 m                | Kristiina Mäki                                                                     | 16:11,78 | Eva Vrabcová                                                                  | 16:14,92 | Lada Nováková                                                                        | 17:27,46 |
| Bieg na 10 000 m              | Moira Stewartová                                                                   | 36:04,64 | Marta Fenclová                                                                | 36:40,93 | Valerie Soukupová                                                                    | 36:53,64 |
| Bieg uliczny na 10 km         | Eva Vrabcová                                                                       | 33:27    | Monika Preibischová                                                           | 34:51    | Petra Kamínková                                                                      | 35:19    |
| Bieg przełajowy               | Lucie Sekanová                                                                     | 22:21    | Moira Stewartová                                                              | 23:03    | Tereza Lajdová                                                                       | 23:24    |
| Bieg górski                   | Petra Nováková                                                                     | 1:06:09  | Ivana Sekyrová                                                                | 1:11:29  | Pavla Fričková                                                                       | 1:12:50  |
| Półmaraton                    | Ivana Sekyrová                                                                     | 1:18:37  | Marta Fenclová                                                                | 1:20:04  | Dagmar Rychnovská                                                                    | 1:21:41  |
| Maraton                       | Šárka Macháčková                                                                   | 2:51:01  | Tereza Zuzánková                                                              | 2:55:26  | Radka Churaňová                                                                      | 2:57:53  |
| Bieg na 100 m przez płotki    | Kateřina Cachová                                                                   | 13,35    | Lucie Koudelová                                                               | 13,41    | Karolina Hlavatá                                                                     | 13,66    |
| Bieg na 400 m przez płotki    | Denisa Rosolová                                                                    | 55,26    | Lucie Taclíková                                                               | 58,71    | Kateřina Hálová                                                                      | 59,83    |
| Bieg na 3000 m z przeszkodami | Michaela Drábková                                                                  | 10:15,41 | Monika Hrachovcová                                                            | 10:16,27 | Radka Hanzlová                                                                       | 10:26,55 |
| Sztafeta 4 × 100 m            | Repr. Czech U23 Lucie Domská Karolina Hlavatá Martina Hofmanová Lucie Koudelová    | 45,85    | USK Praha Iveta Mazáčová Barbora Procházková Anna Švecová Pavlína Humpolíková | 46,16    | Dukla Praha Dominika Paťková Alžběta Kratochvílová Karolina Jirmanová Tereza Semecká | 47,97    |
| Sztafeta 4 × 400 m            | Dukla Praha Karolina Jirmanová Sára Janušková Alžběta Kratochvílová Zuzana Hejnová | 3:43,46  | Olymp Brno Edita Sklenská Dominika Krupařová Kamila Němcová Markéta Škaldová  | 3:48,87  | Slavia Praha Kateřina Turková Kateřina Ulrichová Kateřina Kodrová Šárka Kalvová      | 3:50,40  |
| Chód na 20 km                 | Anežka Drahotová                                                                   | 1:33:30  | Lucie Pelantová                                                               | 1:41:24  | Hana Herberová                                                                       | 1:50:29  |
| Skok wzwyż                    | Oldřiška Marešová                                                                  | 1,89     | Michaela Hrubá                                                                | 1,86     | Eliška Klučinová                                                                     | 1,80     |
| Skok o tyczce                 | Jiřina Ptáčníková                                                                  | 4,63     | Romana Maláčová                                                               | 4,30     | Aneta Morysková                                                                      | 4,00     |
| Skok w dal                    | Jana Korešová                                                                      | 6,19     | Eliška Klučinová                                                              | 6,18 w   | Lucie Májková                                                                        | 6,14 w   |
| Trójskok                      | Lucie Májková                                                                      | 13,69    | Dominika Horniaková                                                           | 12,56    | Zdeňka Pražáková                                                                     | 12,21 w  |
| Pchnięcie kulą                | Markéta Červenková                                                                 | 16,04    | Jana Kárníková                                                                | 15,67    | Petra Klementová                                                                     | 15,47    |
| Rzut dyskiem                  | Eliška Staňková                                                                    | 58,66    | Jitka Kubelová                                                                | 51,18    | Zuzana Kubicová                                                                      | 48,03    |
| Rzut młotem                   | Tereza Králová                                                                     | 66,67    | Lenka Valešová                                                                | 64,03    | Kateřina Šafránková                                                                  | 62,86    |
| Rzut oszczepem                | Barbora Špotáková                                                                  | 61,00    | Irena Šedivá                                                                  | 57,92    | Jarmila Jurkovičová                                                                  | 54,78    |
| Siedmiobój                    | Michaela Broumová                                                                  | 5295     | Aneta Komrsková                                                               | 5038     | Šárka Hezoučká                                                                       | 4676     |